# 2000-es Formula–1 világbajnokság
A 2000-es Formula–1 világbajnokság volt az 51. FIA Formula–1 világbajnoki szezon. 2000. március 12-étől október 22-éig tartott, és tizenhét futamból állt. Michael Schumacher öt év után nyert újra világbajnokságot, ez egyben a Ferrari első egyéni bajnoki címet jelentette 1979 óta. A gyártók versenyét a Ferrari nyerte.
Ebben az évben debütált Luciano Burti, Gastón Mazzacane, Nick Heidfeld, és Jenson Button, valamint a Jaguar Racing. 1991 után tért vissza a versenynaptárba az amerikai nagydíj. Ez volt Johnny Herbert és Pedro Diniz utolsó Formula–1-es szezonja.
A 2000-es szezonban tizenegy nemzet huszonhárom versenyzője vett részt. Legnagyobb számban Brazília, Nagy-Britannia és Németország képviseltette magát, ők mind négy fővel voltak jelen. Mindössze egyetlen versenyzőcsere volt az egész idény során, emiatt rekordkevés, 23 versenyző vett részt az idényben. Ez volt a Peugeot utolsó szezonja is.
Az idény ezúttal is a McLaren és a Ferrari csatájáról szólt. Schumacher megnyerte az első három versenyt, miközben a McLaren versenyzőinek gondjai voltak a megbízhatósággal. Ezután azonban éppen Schumacher esett ki sorozatban háromszor, míg riválisai értékes pontokat szereztek. Az idény vége felé Häkkinen visszavágott, és úgy tűnt, újabb világbajnoki címet szerez. Azután az utolsó négy versenyt Schumacher megnyerte, és az idény utolsó versenyén, Japánban egy tiszta verseny döntött a bajnoki címről, az ő javára.

## Csapatok és versenyzők
| Csapat                         | Konstruktőr        | Modell     | Motor                | #  | Versenyző             | Fordulók   | Teszt pilóták                   |
| ------------------------------ | ------------------ | ---------- | -------------------- | -- | --------------------- | ---------- | ------------------------------- |
| West McLaren Mercedes          | McLaren-Mercedes   | MP4/15     | Mercedes FO110J      | 1  | Mika Häkkinen         | Összes     | Olivier Panis                   |
| West McLaren Mercedes          | McLaren-Mercedes   | MP4/15     | Mercedes FO110J      | 2  | David Coulthard       | Összes     | Olivier Panis                   |
| Scuderia Ferrari Marlboro      | Ferrari            | F1-2000    | Ferrari 049          | 3  | Michael Schumacher    | Összes     | Luca Badoer                     |
| Scuderia Ferrari Marlboro      | Ferrari            | F1-2000    | Ferrari 049          | 4  | Rubens Barrichello    | Összes     | Luca Badoer                     |
| Benson and Hedges Jordan       | Jordan-Mugen-Honda | EJ10 EJ10B | Mugen-Honda MF-301HE | 5  | Heinz-Harald Frentzen | Összes     | Tomáš Enge                      |
| Benson and Hedges Jordan       | Jordan-Mugen-Honda | EJ10 EJ10B | Mugen-Honda MF-301HE | 6  | Jarno Trulli          | Összes     | Tomáš Enge                      |
| HSBC Jaguar Racing F1 Team     | Jaguar-Cosworth    | R1         | Cosworth CR-2        | 7  | Eddie Irvine          | 1-9, 11-17 | Luciano Burti                   |
| HSBC Jaguar Racing F1 Team     | Jaguar-Cosworth    | R1         | Cosworth CR-2        | 7  | Luciano Burti         | 10         | Luciano Burti                   |
| HSBC Jaguar Racing F1 Team     | Jaguar-Cosworth    | R1         | Cosworth CR-2        | 8  | Johnny Herbert        | Összes     | Luciano Burti                   |
| BMW WilliamsF1 Team            | Williams-BMW       | FW22       | BMW E41              | 9  | Ralf Schumacher       | Összes     | Bruno Junqueira Jörg Müller     |
| BMW WilliamsF1 Team            | Williams-BMW       | FW22       | BMW E41              | 10 | Jenson Button         | Összes     | Bruno Junqueira Jörg Müller     |
| Mild Seven Benetton Playlife   | Benetton-Playlife  | B200       | Playlife FB02        | 11 | Giancarlo Fisichella  | Összes     | Micuszada Hidetosi              |
| Mild Seven Benetton Playlife   | Benetton-Playlife  | B200       | Playlife FB02        | 12 | Alexander Wurz        | Összes     | Micuszada Hidetosi              |
| Gauloises Prost Peugeot        | Prost-Peugeot      | AP03       | Peugeot A20          | 14 | Jean Alesi            | Összes     | Stéphane Sarrazin               |
| Gauloises Prost Peugeot        | Prost-Peugeot      | AP03       | Peugeot A20          | 15 | Nick Heidfeld         | Összes     | Stéphane Sarrazin               |
| Red Bull Sauber Petronas       | Sauber-Petronas    | C19        | Petronas SPE 04A     | 16 | Pedro Diniz           | Összes     | Enrique Bernoldi Kimi Räikkönen |
| Red Bull Sauber Petronas       | Sauber-Petronas    | C19        | Petronas SPE 04A     | 17 | Mika Salo             | Összes     | Enrique Bernoldi Kimi Räikkönen |
| Arrows F1 Team                 | Arrows-Supertec    | A21        | Supertec FB02        | 18 | Pedro de la Rosa      | Összes     | Mark Webber                     |
| Arrows F1 Team                 | Arrows-Supertec    | A21        | Supertec FB02        | 19 | Jos Verstappen        | Összes     | Mark Webber                     |
| Telefónica Minardi Fondmetal   | Minardi-Fondmetal  | M02        | Fondmetal RV10       | 20 | Marc Gené             | Összes     | Fernando Alonso                 |
| Telefónica Minardi Fondmetal   | Minardi-Fondmetal  | M02        | Fondmetal RV10       | 21 | Gastón Mazzacane      | Összes     | Fernando Alonso                 |
| Lucky Strike Reynard BAR Honda | BAR-Honda          | 002        | Honda RA000E         | 22 | Jacques Villeneuve    | Összes     | Darren Manning                  |
| Lucky Strike Reynard BAR Honda | BAR-Honda          | 002        | Honda RA000E         | 23 | Ricardo Zonta         | Összes     | Darren Manning                  |

Valamennyi csapat 3 literes, V10-es elrendezésű motort használt, és mindannyiuk a Bridgestone abroncsaival versenyzett.

### Csapatváltozások
- Miután felvásárolta a Ford a Stewart csapatot, átkeresztelték Jaguar Racingre, a motorok pedig Cosworth néven futottak tovább. A csapat színe fehérből brit versenyzöldre változott. A Minardi a saját Ford motorjait Fondmetal névre keresztelte át, és a színeiket ők is radikálisan megváltoztatták fluorsárga-kékre. Ezzel egészen 2004-ig eltűnt a Ford a sportágból, amelyben 1967 óta szerepelt.
- A Williams megvált a Supertec motoroktól, és helyette leszerződtek a BMW-vel. A BMW több mint egy évtized kihagyás után tért vissza a sportágba. A BAR csapat is dobta ugyanezeket a motorokat, és a szintén több év kihagyás után visszatérő Honda partnerei lettek. Az Arrows csapat azonban éppen hogy Supertec motorokra váltott, miután felhagytak a Hart által készített, de saját néven futtatott motorok használatával.

### Pilótaváltozások
- Rubens Barrichello és Eddie Irvine helyet cseréltek: előbbi a Ferrarihoz, utóbbi a Jaguarhoz ment. Irvine-t az osztrák nagydíjon Luciano Burti helyettesítette.
- Damon Hill visszavonulása után Jarno Trulli került a helyére a Jordannél. A Prost csapatot a másik pilótája, Olivier Panis is otthagyta, így ők új versenyzőkkel kezdték az idényt: Jean Alesi a Saubertől jött, Nick Heidfeld pedig regnáló Formula–3000-es bajnokként. A Sauber Alesi helyére Mika Salót igazolta.
- A Williams egy teszten elért jobb eredménye miatt igazolta le Jenson Buttont Bruno Junqueira ellenében. Button a távozó Alex Zanardi helyére került.
- Toranoszuke Takagi helyén az Arrowsnál Jos Verstappen versenyzett.
- A Minardi leszerződtette Gastón Mazzacane-t, Luca Badoer helyére.

## Szabályváltozások
- Kötelezően előírták a V10-es motorok használatát (habár másfajta motort már nem is használt senki). Azt nem kötötték meg, hogy a motorokat milyen elrendezésben gyártják[1].
- Abban az esetben, ha a versenyt két kör megtétele, de legalább a versenytáv háromnegyedének megtétele előtt állították meg piros zászlóval, az autóknak abban a sorrendben kellett felállniuk a rajtrácsra az újabb rajtnál, ahogy az előtte való körben állt a verseny. Az újraindított verseny esetében csak a sorrend és az addig megtett körök száma számított, és semmi más, ami addig történt. Az újraindított verseny távja az eredeti versenyből hátralévő körök száma, mínusz három kör[2].
- Az idény második felétől kezdve betiltották a lehűtött üzemanyag tankolását[3].

## Futamok
| #   | Futam                | Időpont        | Helyszín     | Győztes versenyző  | Konstruktőr      | Összefoglaló |
| --- | -------------------- | -------------- | ------------ | ------------------ | ---------------- | ------------ |
| 647 | ausztrál nagydíj     | Március 12.    | Melbourne    | Michael Schumacher | Ferrari          | Összefoglaló |
| 648 | brazil nagydíj       | Március 26.    | São Paulo    | Michael Schumacher | Ferrari          | Összefoglaló |
| 649 | San Marinó-i nagydíj | Április 9.     | Imola        | Michael Schumacher | Ferrari          | Összefoglaló |
| 650 | brit nagydíj         | Április 23.    | Silverstone  | David Coulthard    | McLaren-Mercedes | Összefoglaló |
| 651 | spanyol nagydíj      | Május 7.       | Barcelona    | Mika Häkkinen      | McLaren-Mercedes | Összefoglaló |
| 652 | európai nagydíj      | Május 21.      | Nürburgring  | Michael Schumacher | Ferrari          | Összefoglaló |
| 653 | monacói nagydíj      | Június 4.      | Monaco       | David Coulthard    | McLaren-Mercedes | Összefoglaló |
| 654 | kanadai nagydíj      | Június 18.     | Montreal     | Michael Schumacher | Ferrari          | Összefoglaló |
| 655 | francia nagydíj      | Július 2.      | Magny-Cours  | David Coulthard    | McLaren-Mercedes | Összefoglaló |
| 656 | osztrák nagydíj      | Július 16.     | Spielberg    | Mika Häkkinen      | McLaren-Mercedes | Összefoglaló |
| 657 | német nagydíj        | Július 30.     | Hockenheim   | Rubens Barrichello | Ferrari          | Összefoglaló |
| 658 | magyar nagydíj       | Augusztus 13.  | Mogyoród     | Mika Häkkinen      | McLaren-Mercedes | Összefoglaló |
| 659 | belga nagydíj        | Augusztus 27.  | Spa          | Mika Häkkinen      | McLaren-Mercedes | Összefoglaló |
| 660 | olasz nagydíj        | Szeptember 10. | Monza        | Michael Schumacher | Ferrari          | Összefoglaló |
| 661 | amerikai nagydíj     | Szeptember 24. | Indianapolis | Michael Schumacher | Ferrari          | Összefoglaló |
| 662 | japán nagydíj        | Október 8.     | Suzuka       | Michael Schumacher | Ferrari          | Összefoglaló |
| 663 | maláj nagydíj        | Október 22.    | Kuala Lumpur | Michael Schumacher | Ferrari          | Összefoglaló |

- Kilenc év kimaradás után újra versenyt rendeztek az Egyesült Államokban[4].
- A brit nagydíjat szokatlan módon április közepére tették át[5]. Bernie Ecclestone eredetileg a francia nagydíjat szerette volna odatenni, mert egyértelmű volt, hogy rossz lesz az időjárás Silverstone-ban[6].
- Az európai nagydíj szeptemberről május végére került.

## A szezon
Ugyanúgy indult az év, mint az előző: Ausztráliában Häkkinen-Coulthard első sor volt, mögülük a két Ferrari rajtolhatott. A rajtnál el is húzott a két McLaren, de néhány kör után műszaki problémák miatt mindketten kiestek. Emiatt végül Schumacher győzött, Barrichello lett a második, a harmadik helyre pedig Ralf Schumacher ért oda a Williamsszel. Brazíliában ugyanebben a sorrendben vágtak neki a versenynek, ám ezúttal Schumacher megszerezte a vezetést. Nagy előnyt épített ki magának, majd a boxkiállás után Häkkinen mögé jött vissza, akinek a motorja nemsokára ismét megadta magát. Schumacher újra nyert, mögötte a váltóproblémákkal küzdő Coulthard lett a második, Fisichella pedig a harmadik. A futam után aztán a pontszerzőket, Fisichella kivételével, vizsgálatnak vetették alá, mert a padlólemezükkel gond volt. Mindegyiküket kizárták, de a csapatok fellebbeztek. Az újabb vizsgálat kiderítette, hogy az autókkal minden rendben volt, kivéve Coulthardét, akinek az első szárnya alacsonyabban volt, mint a megengedett - ezért ő volt az egyetlen, akit kizártak. A harmadik helyen így Frentzent rangsorolták, az utolsó pontszerző hely pedig Jenson Buttoné lett, aki ezzel (akkor) minden idők legfiatalabb pontszerzője lett. Imolában Häkkinen újabb pole-t szerzett, de most Schumacher lett a második, Coulthard pedig a harmadik. Az élen nagy csata volt a győzelemért, és végül a jobb boxtaktikával nyert Schumacher, Häkkinen második lett, Coulthard pedig a harmadik.
A rossz időjárási körülmények közt megrendezett brit nagydíjon Barrichello szerezte meg a pole-t, mögötte Frentzen lett a második. A rajt után is maradt ez az állás, de Coulthard feljött a harmadik helyre. Barrichello autója rakoncátlankodni kezdett, a kiállások után ezért Coulthard a 30. körben egy merész manőverrel meg tudta előzni őt a Stowe-kanyarban. A versenye pár körrel később véget is ért: a 35. körben megpördült, majd kiállt a boxutcába, ám a személyzet nem állt készen, és mire megcsinálták a kerékcserét, az autója lefulladt, nem tudta újraindítani, és kiesett. Frentzen is kiesett, így a két McLaren került az élre. Coulthard nyert Häkkinen és Schumacher előtt.
A spanyol nagydíjon Schumacheré lett a pole. Coulthard a negyedik helyre kvalifikált úgy, hogy nem sokkal azelőtt úszott meg élve egy hatalmas repülőgép-balesetet. A versenyen Schumachernek gondjai voltak a gumikezeléssel, így többen is megelőzték. Häkkinen először nyert a szezonban, mögötte Coulthard és Barrichello értek be. Az európai nagydíjon Coulthardé lett a pole, de rossz rajtja miatt Schumacher hamar megelőzte. Häkkinen mindkettejüket átugrotta és az élre állt, de csak amíg nem jött az eső. Schumacher nyert, Häkkinen második lett, Coulthard pedig harmadik, de már egy kör hátrányban.
Monacóban Schumacheré lett a pole, meglepetésre Trulli rajtolhatott mellőle, majd Coulthard. A futamon ilyen sorrendben jöttek el, majd Jenson Button és Pedro de la Rosa összeakaszkodtak és elzárták a versenypályát. Emiatt piros zászlós megszakítás és újabb rajt következett. Tisztán jöttek el, ám az egyértelmű volt, hogy Trulli lassabb, mint Coulthard, és feltartotta őt. A 37. körben aztán váltóhiba miatt kiesett, így Coulthard a második helyre jött fel. Esélye sem volt utolérni Schumachert, de hatalmas szerencséjére a versenyben vezető Ferrari-pilóta felfüggesztése meghibásodott és kiesett. Häkkinen autója rakoncátlankodott, de a csapat rendbe tudta szedni, így visszatért a versenybe. Frentzen a vége felé még falnak csapta az autóját, emiatt a győztes Coulthard mögött Barrichello és Fisichella végeztek, Häkkinen pedig tudott szerezni egy pontot.
Kanadában Schumacheré lett a pole Coulthard és Barrichello előtt. A rajt után Villeneuve feljött a harmadik helyre, és feltartotta a mögötte haladókat, ezért Schumacher és Coulthard elhúztak az élen. Aztán Coulthard 10 másodperces stop-and-go büntetést kapott, mert a szerelők még kevesebb mint 15 másodperccel a felvezető kör rajtja előtt is dolgoztak az autóján. Időközben Barrichello és Häkkinen is megelőzték Villeneuve-öt, majd az eső is megérkezett. Ez megkavarta a mezőnyt, Schumacher és Barrichello mögött Fisichella állhatott még fel a dobogóra.
A szezon felénél Schumacher kényelmes, 22 pontos előnnyel vezette a bajnokságot Coutlhard előtt, ahogy a konstruktőriben is 18 pontos előnyben volt a Ferrari a McLaren előtt.
A francia nagydíjon ismét Schumacher indult a pole-ból, és ismét Coulthard a második helyről. Őt Barrichello lerajtolta, míg csapattársa kényelmes előnyt épített ki. Idővel Coulthard visszajött másodiknak, Schumacher gumijai pedig elkezdtek hólyagosodni, így lassan utolérték. Coulthard megpróbálta megelőzni az Adelaide-hajtűkanyarban, de Schumacher leszorította őt, amivel kapcsolatosan a skót heves gesztikulációval fejezte ki nemtetszését. Pár körrel később ugyanott mégis megcsinálta az előzési manővert, a futam után pedig bocsánatot kért a mutogatásért. Schumacher végül pár körrel a vége előtt motorhiba miatt kiesett, így Coulthard nyert Häkkinen és Barrichello előtt.
Ausztriában ismét a McLareneké lett az első sor, és jól is jöttek el a rajtnál, mögöttük azonban zajlottak az események. Trulli eltalála Barrichellót, Zonta pedig Schumachert, aki összeütközött Trullival, és mindketten kiestek. Miután a két McLaren elhúzott az élen, csak a harmadik helyezett kiléte volt kérdéses. Sokáig Mika Salo állt itt, majd őt megelőzte de la Rosa, aki a vége felé kiesett, és Barrichello örökölte a harmadik helyet. A McLaren öröme nem lehetett teljes: Häkkinen győzelme ellenére az azért járó konstruktőri pontjait elvették, mert hiányzott egy FIA-hitelesítő pecsét. Az egyéniben szerzett pontokat megtarthatta.
A német nagydíjon Coulthard indulhatott az élről, de a rajtkor még negyedik Häkkinen már az első kanyarban átvette a vezetést. Schumacherbe belement hátulról Fisichella, így mindketten kiestek. A két McLaren-pilóta kényelmes előnnyel vezetett, aztán a verseny közepe táján egy férfi (egy elégedetlen Mercedes-dolgozó) berohant a pályára, a kezében egy táblával. Azonnal kiküldték a biztonsági autót, míg elvitték őt, és ezt kihasználta mindenki: kiálltak a boxba kereket cserélni. Coulthard ezen rajtavesztett, mert nem tudta a csapat mindkét versenyzőjénél gyors egymásutánban megcsinálni, ezért időt vesztett. Az újraindításkor eleredt az eső, de csak a pálya bizonyos részein. Barrichello és Frentzen kivételével mindenki újra kiállt kereket cserélni, és végül ez volt a nyerő taktika. Frentzen megállt műszaki hibával, de Barrichello mögött a két McLaren végzett.
A magyar nagydíjon ismét Schumacher rajtolt a pole-ból, de Häkkinen azonnal átvette a vezetést. Meg is nyerte a versenyt, Schumacher csak második lett, a sok időt vesztő Coulthard pedig harmadik. Ezzel Häkkinen átvette a vezetést az összetettben, ahogy egyetlen ponttal a McLaren is a konstruktőriben.
Belgiumban Häkkinen indult az élről, mögüle pedig nagy meglepetésre Trulli és Button. A vizes pályán induló versenyen aztán ők ketten össze is ütköztek egy előzésnél és kiestek. Schumacher jött fel másodiknak, majd kihasználva Häkkinen hibáját, a 12. körben a vezetést is átvette. A pálya elkezdett felszáradni, és míg mindenki kiállt lecserélni azt, Coulthard túl sokáig maradt kint az esőgumikon, ezzel sok időt vesztett. A száraz pályán Häkkinen gyorsabb volt, mint Schumacher, és utol is érte őt, de ő nem hagyta, és nagy sebességnél a fűre szorította őt. A következő körben ugyanott próbálkozott, miközben Ricardo Zontát körözték le. Häkkinen parádés manőverrel megelőzte mindkettejüket (miközben Schumacher a másik oldalról körözött épp) és az élre állt. Így is futottak be, a harmadik helyre Ralf Schumacher ért még célba.
Az olasz nagydíjon végre a Ferrarié lett az első sor. A rajtnál Barrichello rosszul jött el, így a második helyre Häkkinen jött fel. A második sikánnál Frentzen eltalálta hátulról Barrichellót és Trullit, a kavarodásban pedig Coulthard is beléjük rohant. A baleset következtében egy leszakadt kerék eltalálta Paolo Ghislemberti pályabírót, aki életét vesztette. Tíz körig bent volt a safety car, az újraindítást követően pedig Schumacher végig megtartotta a vezetést. A futam utáni sajtótájékoztatón Schumacher elsírta magát, amikor megtudta, hogy utolérte 41 győzelemmel Ayrton Sennát az örökranglistán, és hogy meghalt egy pályabíró.
Az amerikai nagydíjon ismét Schumacher indult az élről. A futamot esőgumikkal kezdték meg a pilóták, a piros lámpákat pedig túl sokáig hagyták felkapcsolva, amit Coulthard benézett és kiugrott a rajtnál. Átvette a vezetést, és bár tudta, hogy ezért meg fogják büntetni, igyekezett minél tovább feltartani Schumachert, hogy segítse Häkkinent. Schumacher azonban gyors volt, főleg amikor a pálya is elkezdett felszáradni, és újabb győzelmet aratott, és ebbe még egy megpördülés is belefért a végén. Häkkinen ezúttal is kiesett műszaki hiba miatt, ezért Barrichellóé lett a második hely, a harmadik helyre pedig Frentzen ért oda. Ezzel a Ferrari már most konstruktőri bajnok lett, Schumachernek pedig elég lett volna megnyernie a következő versenyt ahhoz, hogy világbajnok legyen.
Japánban Schumacher mindössze 9 ezreddel szerezte meg a pole-t Häkkinen előtt. Az eső lába folyamatosan lógott, Häkkinen pedig átvette a rajtnál a vezetést. A két bajnokaspiráns elhúzott a többiektől, és csak a jobb boxtaktikának volt köszönhető, hogy a második kiállásnál Schumacher állt az élre és nyert. Győzelmével megszerezte a világbajnoki címet.
Az utolsó, lényegében tét nélküli maláj nagydíjon ismét Schumacher indult a pole-ból, de a két McLaren lerajtolta. Mivel azonban mindketten kiugrottak a rajtnál, ezért megbüntették őket. Schumacher nyert Coulthard és Barrichello előtt.

## Bajnokság végeredménye

### Versenyzők
Pontozás:
| Helyezés | 1. | 2. | 3. | 4. | 5. | 6. | 7.-20. |
| -------- | -- | -- | -- | -- | -- | -- | ------ |
| Pont     | 10 | 6  | 4  | 3  | 2  | 1  | 0      |

(Táblázat értelmezése)

(Félkövér: pole-pozícióból indult; dőlt: leggyorsabb kört futott) 

| #  | Versenyző             | AUS | BRA | SMR | GBR | ESP | EUR | MON | CAN | FRA | AUT | GER | HUN | BEL | ITA | USA | JPN | MAL | Pont |
| -- | --------------------- | --- | --- | --- | --- | --- | --- | --- | --- | --- | --- | --- | --- | --- | --- | --- | --- | --- | ---- |
| 1  | Michael Schumacher    | 1   | 1   | 1   | 3   | 5   | 1   | Ki  | 1   | Ki  | Ki  | Ki  | 2   | 2   | 1   | 1   | 1   | 1   | 108  |
| 2  | Mika Häkkinen         | Ki  | Ki  | 2   | 2   | 1   | 2   | 6   | 4   | 2   | 1   | 2   | 1   | 1   | 2   | Ki  | 2   | 4   | 89   |
| 3  | David Coulthard       | Ki  | KIZ | 3   | 1   | 2   | 3   | 1   | 7   | 1   | 2   | 3   | 3   | 4   | Ki  | 5   | 3   | 2   | 73   |
| 4  | Rubens Barrichello    | 2   | Ki  | 4   | Ki  | 3   | 4   | 2   | 2   | 3   | 3   | 1   | 4   | Ki  | Ki  | 2   | 4   | 3   | 62   |
| 5  | Ralf Schumacher       | 3   | 5   | Ki  | 4   | 4   | Ki  | Ki  | 14  | 5   | Ki  | 7   | 5   | 3   | 3   | Ki  | Ki  | Ki  | 24   |
| 6  | Giancarlo Fisichella  | 5   | 2   | 11  | 7   | 9   | 5   | 3   | 3   | 9   | Ki  | Ki  | Ki  | Ki  | 11  | Ki  | 14  | 9   | 18   |
| 7  | Jacques Villeneuve    | 4   | Ki  | 5   | 16  | Ki  | Ki  | 7   | 15  | 4   | 4   | 8   | 12  | 7   | Ki  | 4   | 6   | 5   | 17   |
| 8  | Jenson Button         | Ki  | 6   | Ki  | 5   | 17  | 10  | Ki  | 11  | 8   | 5   | 4   | 9   | 5   | Ki  | Ki  | 5   | Ki  | 12   |
| 9  | Heinz-Harald Frentzen | Ki  | 3   | Ki  | 17  | 6   | Ki  | 10  | Ki  | 7   | Ki  | Ki  | 6   | 6   | Ki  | 3   | Ki  | Ki  | 11   |
| 10 | Jarno Trulli          | Ki  | 4   | 15  | 6   | 12  | Ki  | Ki  | 6   | 6   | Ki  | 9   | 7   | 22  | Ki  | Ki  | 13  | 12  | 6    |
| 11 | Mika Salo             | KIZ | NI  | 6   | 8   | 7   | Ki  | 5   | Ki  | 10  | 6   | 5   | 10  | 9   | 7   | Ki  | 10  | 8   | 6    |
| 12 | Jos Verstappen        | Ki  | 7   | 14  | Ki  | Ki  | Ki  | Ki  | 5   | Ki  | Ki  | Ki  | 13  | 15  | 4   | Ki  | Ki  | 10  | 5    |
| 13 | Eddie Irvine          | Ki  | Ki  | 7   | 13  | 11  | Ki  | 4   | 13  | 13  | EÜ  | 10  | 8   | 10  | Ki  | 7   | 8   | 6   | 4    |
| 14 | Ricardo Zonta         | 6   | 9   | 12  | Ki  | 8   | Ki  | Ki  | 8   | Ki  | Ki  | Ki  | 14  | 12  | 6   | 6   | 9   | Ki  | 3    |
| 15 | Alexander Wurz        | 7   | Ki  | 9   | 9   | 10  | 12  | Ki  | 9   | Ki  | 10  | Ki  | 11  | 13  | 5   | 10  | Ki  | 7   | 2    |
| 16 | Pedro de la Rosa      | Ki  | 8   | Ki  | Ki  | Ki  | 6   | Ki  | Ki  | Ki  | Ki  | 6   | 16  | 16  | Ki  | Ki  | 12  | Ki  | 2    |
| 17 | Johnny Herbert        | Ki  | Ki  | 10  | 12  | 13  | 11  | 9   | Ki  | Ki  | 7   | Ki  | Ki  | 8   | Ki  | 11  | 7   | Ki  | 0    |
| 18 | Pedro Diniz           | Ki  | NI  | 8   | 11  | Ki  | 7   | Ki  | 10  | 11  | 9   | Ki  | Ki  | 11  | 8   | 8   | 11  | Ki  | 0    |
| 19 | Marc Gené             | 8   | Ki  | Ki  | 14  | 14  | Ki  | Ki  | 16  | 15  | 8   | Ki  | 15  | 14  | 9   | 12  | Ki  | Ki  | 0    |
| 20 | Nick Heidfeld         | 9   | Ki  | Ki  | Ki  | 16  | Kiz | 8   | Ki  | 12  | Ki  | Ki  | Ki  | Ki  | Ki  | 9   | Ki  | Ki  | 0    |
| 21 | Gastón Mazzacane      | Ki  | 10  | 13  | 15  | 15  | 8   | Ki  | 12  | Ki  | 12  | 11  | Ki  | 17  | 10  | Ki  | 15  | 13  | 0    |
| 22 | Jean Alesi            | Ki  | Ki  | Ki  | 10  | Ki  | 9   | Ki  | Ki  | 14  | Ki  | Ki  | Ki  | Ki  | 12  | Ki  | Ki  | 11  | 0    |
| 23 | Luciano Burti         |     |     |     |     |     |     |     |     |     | 11  |     |     |     |     |     |     |     | 0    |
| #  | Versenyző             | AUS | BRA | SMR | GBR | ESP | EUR | MON | CAN | FRA | AUT | GER | HUN | BEL | ITA | USA | JPN | MAL | Pont |

### Konstruktőr
| Helyezés | +/- | Gyártó             | Modell     | Motor                     | Abroncs | Győzelmek | Dobogó | Első rajthelyek | Leggy. kör | Pont |
| -------- | --- | ------------------ | ---------- | ------------------------- | ------- | --------- | ------ | --------------- | ---------- | ---- |
| 1        | 0   | Ferrari            | F1-2000    | Ferrari 049 V10           | B       | 10        | 21     | 10              | 5          | 170  |
| 2        | 0   | McLaren-Mercedes   | MP4/15     | Mercedes-Benz FO110J V10  | B       | 7         | 22     | 7               | 12         | 152  |
| 3        | +2  | Williams-BMW       | FW22       | BMW E41 V10               | B       |           | 3      |                 |            | 36   |
| 4        | +2  | Benetton-Playlife  | B200       | Playlife FB02 V10         | B       |           | 3      |                 |            | 20   |
| 5        | +6  | BAR-Honda          | 002        | Honda RA000E V10          | B       |           |        |                 |            | 20   |
| 6        | -3  | Jordan-Mugen-Honda | EJ10 EJ10B | Mugen-Honda MF-301 HE V10 | B       |           | 2      |                 |            | 17   |
| 7        | +2  | Arrows-Supertec    | A21        | Supertec FB02 V10         | B       |           |        |                 |            | 7    |
| 8        | 0   | Sauber-Petronas    | C19        | Petronas SPE 04A V10      | B       |           |        |                 |            | 6    |
| 9        | 0   | Jaguar-Cosworth    | R1         | Ford Cosworth CR-2 V10    | B       |           |        |                 |            | 4    |
| 10       | 0   | Minardi-Fondmetal  | M02        | Fondmetal V10             | B       |           |        |                 |            |      |
| 11       | -4  | Prost-Peugeot      | AP03       | Peugeot A18 V10           | B       |           |        |                 |            |      |

- +/- A csapat helyezése 1999-hez képest

## Közvetítések
Magyarországon a 2000-es szezon volt az első, amelynek közvetítésére több csatorna pályázott, de a jogok egyelőre maradtak az MTV-nél. A kommentátorok viszont változtak: először vett részt Formula–1-es közvetítésekben Mezei Dániel, aki mellé egy év kihagyás után visszatért Palik László. Néhány versenyen Frankl András is közreműködött. Az USA nagydíjat Mezei olimpiai kiküldetése miatt Palik egyedül kommentálta. Valamennyi futam az M1 (az első futam idején még MTV1) csatornán került képernyőre, többnyire élőben, kivéve az ausztrál nagydíjat. Az európai futamokat (az olasz nagydíj kivételével) helyszínről, a többit a budapesti stúdióból kommentálták. Újdonság volt a Boxutca című magazinműsor, amely a futamokat követő hétvégéken jelentkezett.
Ebben az évben debütált a képernyőn a későbbi kommentátor Czollner Gyula, aki ekkor a boxutcai tudósításokat kezdte el készíteni, és már egy ideje szerkesztette is a műsort.

## Videók
- A szezon összefoglalója. YouTube